# Le Survivant (film, 2021)
Pour les articles homonymes, voir Le Survivant (homonymie).
Pour plus de détails, voir Fiche technique et Distribution.
Le Survivant (The Survivor) est un film américain réalisé par Barry Levinson et sorti en 2021. Il s'agit d'un film biographique sur le boxeur Harry Haft.
Il est présenté en avant-première au festival international du film de Toronto 2021.

## Synopsis
Harry Haft, boxeur polonais, est transféré dans le camp de concentration et d'extermination d'Auschwitz. Harry va devoir littéralement se battre pour survivre : s'il gagne ses combats, il est nourri, s'il perd il est conduit à la chambre à gaz. Après la guerre, Harry devient boxeur professionnel en Allemagne avant de s'installer aux États-Unis. Hanté par la culpabilité et les traumatismes de ses combats dans le camp, il va reprendre peu à peu goût à pratiquer son sport. Il va même faire des combats très médiatisés comme celui contre Rocky Marciano.

## Fiche technique
Sauf indication contraire, les informations mentionnées dans cette section peuvent être confirmées par la base de données cinématographiques IMDb,  présente dans la section « Liens externes ».
- Titre original : The Survivor
- Titre de travail : Harry Haft
- Titre français : Le Survivant
- Réalisation : Barry Levinson
- Scénario : Justine Juel Gillmer, d'après l'ouvrage Harry Haft : survivant d'Auschwitz, challenger de Rocky Marciano d'Alan Scott Haft
- Musique : Hans Zimmer
- Décors : Miljen Kreka Kljakovic
- Costumes : Marina Draghici
- Photographie : George Steel
- Montage : Douglas Crise
- Production : Aaron L. Gilbert, Matti Leshem, Barry Levinson, Scott Pardo et Jason Sosnoff

Producteurs délégués : Adhrucia Apana, Jason Cloth, Ben Foster, David Gendron, Ali Jazayeri, Richard McConnell et Ron McLeod
- Sociétés de production : New Mandate Films, Bron Studios, Creative Wealth Media Finance et Pioneer Stilking Films
- Société de distribution : Kinepolis Film Distribution (Belgique)
- Budget : n/a
- Pays de production :  États-Unis
- Langue originale : anglais
- Format : couleur
- Genre : drame, biographie, sport
- Durée : 129 minutes
- Dates de sortie[2] :
  - Canada : 13 septembre 2021 (festival de Toronto)
  - États-Unis : 27 avril 2022 sur HBO Max
  - France : 21 octobre 2022 (DVD)

## Distribution
- Ben Foster (VF : Alexandre Gillet) : Harry Haft
- Billy Magnussen : Dietrich Schneider
- Danny DeVito (VF : Philippe Peythieu) : Charlie Goldman
- Vicky Krieps : Miriam Wofsoniker
- Peter Sarsgaard (VF : Guillaume Lebon) : Emory Anderson
- Saro Emirze : Perez Haft
- Laurent Papot : Jean
- Dar Zuzovsky : Leah
- John Leguizamo : Pepe
- Kingston Vernes : Alan Haft
- Sophie Knapp : Helene Haft
- Björn Freiberg : l'arbitre

## Production

### Genèse et développement
En novembre 2018, Ben Foster est annoncé dans le rôle principal du film, réalisé par Barry Levinson d'après un script de Justine Juel Gillmer. Le scénario est inspiré du livre Harry Haft : survivant d'Auschwitz, challenger de Rocky Marciano d'Alan Scott Haft, fils de Harry Haft. La production du long métrage est assurée notamment par Matti Leshem, Aaron L. Gilbert, Jason Sosnoff, Barry Levinson et Scott Pardo. En mars 2019, Billy Magnussen, Danny DeVito, Vicky Krieps, Peter Sarsgaard, Dar Zuzovsky ou encore John Leguizamo viennent compléter la distribution. Hans Zimmer est ensuite annoncé comme compositeur en juin 2020.
Initialement intitulé Harry Haft, le titre est ensuite re-titré The Survivor

### Tournage
Le tournage débute en février 2019. Il se déroule notamment en Hongrie (Úrkút, Ócsa, ...), ainsi qu'aux États-Unis (New York et Savannah).